# Síndrome de leucoencefalopatía-displasia espondilometafisaria
El Síndrome de leucoencefalopatía-displasia espondilometafisaria es una condición genética que se caracteriza por la presencia principal de leucoencefalopatía y de displasia espondilometafisaria. Se presentan síntomas tales como los problemas del balance, retrasos en el desarrollo, contracturas articulares, etc. Es transmitido en un modo recesivo ligado al cromosoma X.

## Signos y síntomas
Las personas con éste síndrome presentan varios problemas desde su infancia temprana, estos generalmente son:
- Leucoencefalopatía
- Displasia espondilometafisaria
- Morfología del astrocito abnormal
- Intensidad abnormal de señales del tronco encefálico (medido con resonancia magnética)
- Displasia del nervio óptico
- Deterioracion del cerebelo
- Muñecas grandes
- Hiperreflexia
- Hipoplasia del cuerpo calloso
- Discapacidades intelectuales
- Rodillas grandes
- Anomalías morfológicas del tracto piramidal
- Densidad mineral ósea reducida
- Paraplejia
- Caminata de puntillas
- Tremores
- Problemas visuales

Los síntomas menos comunes son los siguientes:
- Nariz antevertida
- Depresión del puente nasal
- Nistagmo del tipo horizontal
- Cara media pequeña

La siguiente lista contiene síntomas de el síndrome cuya prevalencia no es conocida:
- Braquidactilia
- Ventosas de costilla
- Pies gruesos
- Punta de la nariz gruesa
- Cara gruesa
- Epífisis del capital femoral en forma de cono
- Coxa vara
- Maduración ósea atrasada
- Alas ilíacas ensanchadas
- Contractura articular
- Paladar alto
- Hipertelorismo
- Hipoplasia del proceso odontoide
- Discapacidad intelectual que progresa en severidad con el tiempo
- Línea de pelo frontal baja
- Orejas bajas
- Enplanamiento malar
- Metafisarias de los metacarpianos en forma de taza
- Ensanchamiento metafisario
- Palidez del disco óptico
- Prominencia central de los metafisarios del hueso tibial distal
- Vértebra emplanada
- Esternón prominente
- Epilepsia
- Cuello corto
- Estatura baja
- Epifises cortas
- Cejas gruesas
- Costillas delgadas
- Cifosis torácica
- Espacio subaracnoide engrosado
- Huesos adicionales entre suturas craneales

## Genética
Esta condición es causada por mutaciones recesivas ligadas al cromosoma X en el gen AIFM1.

## Prevalencia
Según OMIM , 24 casos de 10 familias en Polonia, Alemania, Japón, Estados Unidos de América, Países Bajos, y Reino Unido han sido descritos en la literatura médica.